# Ballist
En ballist (eller ballista) er en krigsmaskine fra oldtiden og middelalderen. Det er en torsionsmaskine, der ved hjælp af fjedre eller reb lader to arme spænde, som kan affyre projektiler eller sten. Andre typer, hvor en bue er brugt i stil med en armbrøst, kendes også.
Ved hjælp af et trækspil med tandhjul spændes våbnet.
Små ballistaer kunne monteres på vogne, mens større eksemplarer var stationære våben, beregnet til anbringelse på fæstningstårne og lign. Selv de små typer kræver mindst en to-mands besætning, mens de største har krævet adskillige flere. Til gengæld er skuddet meget kraftigere end med den traditionelle armbrøst eller en langbue. Der findes kilder, der mener at den er i stand til at skyde igennem tre mand og en hest.
Buestokken er almindeligvis lavet af mindre stykker horn eller ben, der er klistret sammen med harpiks eller fiskelim. Hele stokken er svøbt i tynde dyrehuder, der også er behandlet med harpiks.
Ballistaen blev opfundet i oldtidens Grækenland og blev videreudviklet og brugt flittigt af romerne.

## Moderne rekonstruktioner
I moderne tid er der blevet fremstillet adskillige rekonstruktioner af ballistaer, til bl.a. reenactment og museer. De er både blevet fremstillet som egentlige rekonstruktioner med de rette materialer og metoder, og som moderne udgaver, hvor man kun har taget udgangspunkt i forskellige typer, men brugt moderne materialer.
Det danske frilandsmuseum og forsøgscenter Middelaldercentret fremstillede i 2000 en ballist på baggrund af et fund fra den tyske by Quedlinburg, der på dette tidspunkt var den eneste bevarede fra middelalderen. Buen er fremstillet af sammenlimede hornstykker, hvilket er første gang i omkring 500 år. Med våbnet har man lavet våbenhistoriske forsøg, og bl.a. affyret ildpile fremstillet efter beskrivelser af Johannes Bengedans.